# ケイティ・ホフ
ケイティ・ホフ（Katie Hoff、1989年6月3日 - ）はアメリカ合衆国の競泳選手。

## 主な成績

### 2005年モントリオール世界水泳選手権
200m自由形では1分59秒36で9位だったが、200m個人メドレー2分10秒41、400m個人メドレー4分36秒07で共に大会記録で1位となった。
リレーでは4×200mフリーリレー7分53秒70（1分58秒50）の大会記録で1位となった。

### 2007年メルボルン世界水泳選手権
自由形は200m自由形1分57秒09、400m自由形4分05秒65と共に惜しくも4位だったが、個人メドレーでは200m個人メドレー2分10秒13と大会記録で1位、400m個人メドレー4分32秒89と世界新で1位となった。
リレーでは4×200mフリーリレー7分50秒09（1分56秒98）の世界新で1位となった。

### 2008年北京オリンピック競技大会
200m自由形は1分55秒78で惜しくも4位だったが、400m自由形では4分03秒29で2位とオリンピックではじめてメダルを獲得、800m自由形では8分27秒78で11位となった。
200m個人メドレーは2分10秒68で惜しくも4位だったが、400m個人メドレーでは4分31秒71で3位と銅メダルを獲得した。リレーでは4×200mフリーリレーで7分46秒33（1分54秒73）で3位と銅メダルを獲得した。

## 自己ベスト
| 泳法         | 距離 | 水路   | 記録      | 樹立日        | 大会名                         | 備考  |
| ------------ | ---- | ------ | --------- | ------------- | ------------------------------ | ----- |
| 自由形       | 200m | 長水路 | 1分55秒78 | 2008年8月13日 | 第29回北京オリンピック競技大会 | [ 4 ] |
| 自由形       | 400m | 長水路 | 4分02秒20 | 2008年2月15日 | Missouri Grand Prix            |       |
| 個人メドレー | 200m | 長水路 | 2分09秒71 | 2008年7月2日  | US Olympic Trials              |       |
| 個人メドレー | 400m | 長水路 | 4分31秒12 | 2008年6月29日 | US Olympic Trials              |       |